# Per un passato migliore
Per un passato migliore è il quarto album del gruppo musicale italiano alternative rock dei Ministri,  pubblicato il 12 marzo 2013 dall'etichetta discografica GodzillaMarket, in licenza Warner.

## Il disco
Il disco, pubblicato a tre anni di distanza dal precedente Fuori, è stato prodotto da Tommaso Colliva, a differenza dei precedenti lavori della band milanese, che erano stati prodotti da Alessio Camagni. Le registrazioni sono state effettuate nel periodo novembre-dicembre 2012 alle Officine Meccaniche di Milano, mentre il missaggio al Noise Factory con Tommaso Colliva. L'album arriva al 7º posto della classifica F.I.M.I. dei dischi più venduti in Italia.
L'album parla della responsabilità di ciascuno di fronte alla propria identità ed alla propria storia. La band a tal proposito ha descritto l'album con queste parole: "Non c'è governo, dio, crisi o amministratore di condominio che possa veramente rovinarci la vita; la vita è sempre altrove, ed è nostro dovere cercarla."
L'album è stato anticipato dalla pubblicazione del singolo Comunque, il cui videoclip, realizzato da Marco Proserpio e Jacopo Farina per Sterven Jonger e girato completamente in analogico, è stato diffuso il 31 gennaio 2013.
La copertina rappresenta un felino pronto allo scatto, con colori di diversa gradazione dal rosso al nero su sfondo panna. È stata realizzata dal Collettivo 84, con il layout di Folp.
Il 15 marzo 2013 parte da Roma il tour promozionale.
Nell'aprile viene diffuso il video del secondo singolo Spingere.
Come ringraziamento ai fan per averli supportati durante le loro date, e prima della partenza per il mini-tour (dove al termine di esso F Punto lascerà il gruppo) il 6 novembre 2013 viene diffuso il terzo singolo Una Palude.
In occasione del decennale dell'album, il 17 novembre 2023 viene pubblicata una ristampa del disco.

## Tracce
1. Mammut – 4:01
2. Comunque – 3:45
3. Le nostre condizioni – 3:54
4. La pista anarchica – 4:26
5. Stare dove sono – 3:50
6. Spingere – 3:36
7. Se si prendono te – 4:25
8. Caso umano – 3:50
9. Mille settimane – 4:17
10. I tuoi weekend mi distruggono – 4:24
11. I giorni che restano – 4:15
12. La nostra buona stella – 4:51
13. Una palude – 5:21

## Formazione
- Davide Autelitano – voce e basso
- Federico Dragogna  – chitarra, tastiere, voce
- Michele Esposito – batteria